# 布兰东·普拉萨
布兰东·普拉萨（西班牙語：Brandon Plaza，1996年10月22日—），墨西哥男子跆拳道运动员，2019年世界跆拳道锦标赛男子58公斤级银牌得主、2019年泛美运动会男子58公斤级银牌得主、2022年世界跆拳道锦标赛男子58公斤级铜牌得主。